# Volvo Scalable Product Architecture
Volvo Scalable Product Architecture (SPA) — автомобильная платформа, производящаяся шведской компанией Volvo Cars. Дебютировала в 2014 году, когда было выпущено второе поколение Volvo XC90.
Работа над платформой началась в 2011 году, после приобретения Volvo компанией Geely. При разработке платформы учитывались снижение массы, унификация дизайна, рационализация производства и возможность гибридизации.
На разработку платформы было потрачено 90 млрд шведских крон. Автомобили на платформе SPA оснащаются 4-цилиндровыми двигателями внутреннего сгорания Volvo Engine Architecture. Компания Volvo производит 530000 двигателей в год.

## Продукция
| SPA (Volvo)             | SPA (Volvo) | SPA (Volvo)            | SPA (Volvo)     | SPA (Volvo)            | SPA (Volvo)      |
| Название                | Изображение | Годы производства      | Тип кузова      | Внутреннее обозначение | Примечания       |
| ----------------------- | ----------- | ---------------------- | --------------- | ---------------------- | ---------------- |
| Volvo XC90 II           |             | 2015 — настоящее время | 5-дв. SUV       | - V526 - 256           |                  |
| Volvo S90               |             | 2017 — настоящее время | 4-дв. седан     | - V541 - 234           |                  |
| Volvo S90L              |             | 2017 — настоящее время | 4-дв. седан     | - L541 - 238           |                  |
| Volvo V90               |             | 2017 — настоящее время | 5-дв. универсал | - V542 - 235           |                  |
| V90 Cross Country       |             | 2017 — настоящее время | 5-дв. универсал | - V543 - 236           |                  |
| Volvo XC60 II           |             | 2017 — настоящее время | 5-дв. SUV       | - V426 - 246           |                  |
| Volvo S60 III           |             | 2018 — настоящее время | 4-дв. седан     | - V431 - 224           |                  |
| Volvo V60 II            |             | 2018 — настоящее время | 5-дв. универсал | - V432 - 225           |                  |
| Volvo V60 Cross Country |             | 2018 — настоящее время | 5-дв. универсал | - V433 - 227           |                  |
| Polestar 1              |             | 2019—2021              | 2-дв. купе      | - P514                 | 1500 экземпляров |
| Lynk & Co 09            |             | 2021 — настоящее время | 5-дв. SUV       |                        |                  |